# Scobura
Scobura is een geslacht van vlinders van de familie dikkopjes (Hesperiidae), uit de onderfamilie Hesperiinae.

## Soorten
- S. cephala (Hewitson, 1876)
- S. cephaloides (De Nicéville, 1888)
- S. coniata Hering, 1918
- S. isota (Swinhoe, 1893)
- S. phiditia (Hewitson, 1866)
- S. tytleri (Evans, 1914)
- S. woolletti (Riley, 1923)